# Having a Rave Up
Having a Rave Up with The Yardbirds es el segundo álbum estadounidense del grupo británico de blues rock The Yardbirds, publicado en 1965 por Epic. 
Es el último álbum con Eric Clapton como guitarrista, siendo reemplazado por Jeff Beck. Quedó ubicado en el lugar número 353 de la lista de la revista Rolling Stone Los 500 mejores álbumes de todos los tiempos de 2003.
Este disco incluye canciones como "Heart Full of Soul", "I'm a Man" y "Train Kept A-Rollin'", las que contienen elementos de blues, rock psicodélico, y algunos detalles de estilos futuros como el art rock y el heavy metal.

## Lista de canciones

### Lado 1
1. "You're a Better Man Than I" (Mike Hugg, Brian Hugg) – 3:17
2. "Evil Hearted You" (Graham Gouldman) – 2:23
3. "Still I'm Sad" (Jim McCarty, Paul Samwell-Smith) – 2:57
4. "Heart Full of Soul" (Graham Gouldman) – 2:27
5. "I'm a Man" (Bo Diddley) – 2:36
6. "Train Kept A-Rollin'" (Tiny Bradshaw, Howard Kay, Lois Mann) – 3:25

### Lado 2
1. "Smokestack Lightning" (Howlin' Wolf) – 5:35
2. "Respectable" (O'Kelly Isley, Ronald Isley, Rudolph Isley) – 5:35
3. "Here 'Tis" (Bo Diddley) – 5:10

### Reedición
1. "Mr. You're a Better Man than I" – 3:19
2. "Evil Hearted You" – 2:25
3. "I'm a Man" – 2:38
4. "Still I'm Sad" – 2:59
5. "Heart Full of Soul" – 2:29
6. "Train Kept a Rollin'" – 3:26
7. "Smokestack Lightning" – 5:40
8. "Respectable" – 5:35
9. "I'm a Man" – 4:31
10. "Here 'Tis" – 5:10
11. "Shapes of Things" – 2:26
12. "New York City Blues" – 4:19
13. "Jeff's Blues" – 3:04
14. "Someone to Love" – 2:24
15. "Someone to Love" – 4:18
16. "Like Jimmy Reed Again" – 3:04
17. "Chris Number" – 2:23
18. "What Do You Want" – 3:11
19. "Here 'Tis" – 3:49
20. "Here 'Tis" – 4:06
21. "Stroll On" – 2:44

## Personal
- Jeff Beck – guitarra solista (Lado 1)
- Eric Clapton – guitarra solista (Lado 2)
- Chris Dreja – guitarra rítmica
- Jim McCarty – batería, voces
- Keith Relf – voz, armónica, guitarra acústica
- Paul Samwell-Smith – bajo, voces, director musical
- Giorgio Gomelsky – productor, voz baja en "Still I'm Sad"
- Connie de Nave – notas